# Клина
Клина (алб. Klinë, Klina) је градско насеље и седиште истоимене општине у Србији, које се налази у централном делу Косова и Метохије и припада Пећком управном округу. Према попису из 2024. било је 5.527 становника.
Клина се налази на ушћу реке Клине у Бели Дрим, 65 километара западно од Приштине, на путу према Пећи и даље према Црној Гори. Овде се налази црква Светог Јеванђелисте Марка.

## Историја
Српски краљ Стефан Првовенчани, повељом 1200—1202, даровао је манастиру Хиландару Клину заједно са млином, тргом Книнцем и другим метохијским суседним селима. За време краља Уроша I била је дарована манастиру Св. Петра и Павла на Лиму, а потом је повељама краља Милутина и цара Душана враћена у посед Хиландара. У турском попису Области Бранковића из 1455. године уписано је 66 српских домова. Међу њима и поп Божидар, што значи да је ово, тада веће, село имало цркву. У другом турском попису из 1485. Клина је имала 20 домова и дом попа Радоње. На брежуљку северно од садашњег града били су сачувани остаци средњовековне цркве Свете Пречисте Богородице на чијим су темељима Срби сазидали нову цркву и преименовали у храм Св. апостола и јеванђелисте Марка. Јуна месеца 1999. године Албанци су је експлозивом потпуно разорили. Све српске куће и станове у граду су порушили или насилно одузели, а све Србе протерали.

## Становништво
Према попису из 1961. град је био већински насељен Србима и Црногорцима, док је 1981. већинско становништво било албанско. Након 1999. и рата на Косову и Метохији, већина Срба и Црногораца је напустила Клину.
| Етнички састав према попису из 1961.‍ | Етнички састав према попису из 1961.‍ | Етнички састав према попису из 1961.‍ | Етнички састав према попису из 1961.‍ | Етнички састав према попису из 1961.‍ |
| ------------------------------------ | ------------------------------------ | ------------------------------------ | ------------------------------------ | ------------------------------------ |
|                                      |                                      |                                      |                                      |                                      |
| Срби                                 | Срби                                 |                                      | 541                                  | 49,5%                                |
| Албанци                              | Албанци                              |                                      | 433                                  | 39,6%                                |
| Црногорци                            | Црногорци                            |                                      | 105                                  | 9,6%                                 |
| Укупно: 1.092                        |                                      |                                      |                                      |                                      |

| Етнички састав према попису из 1981.‍ | Етнички састав према попису из 1981.‍ | Етнички састав према попису из 1981.‍ | Етнички састав према попису из 1981.‍ | Етнички састав према попису из 1981.‍ |
| ------------------------------------ | ------------------------------------ | ------------------------------------ | ------------------------------------ | ------------------------------------ |
|                                      |                                      |                                      |                                      |                                      |
| Албанци                              | Албанци                              |                                      | 3.156                                | 69,9%                                |
| Срби                                 | Срби                                 |                                      | 928                                  | 20,6%                                |
| Црногорци                            | Црногорци                            |                                      | 262                                  | 5,8%                                 |
| Роми                                 | Роми                                 |                                      | 107                                  | 2,4%                                 |
| Укупно: 4.512                        |                                      |                                      |                                      |                                      |

| Етнички састав према попису из 2011.‍ | Етнички састав према попису из 2011.‍ | Етнички састав према попису из 2011.‍ | Етнички састав према попису из 2011.‍ | Етнички састав према попису из 2011.‍ |
| ------------------------------------ | ------------------------------------ | ------------------------------------ | ------------------------------------ | ------------------------------------ |
|                                      |                                      |                                      |                                      |                                      |
| Албанци                              | Албанци                              |                                      | 5.339                                | 96,3%                                |
| Египћани                             | Египћани                             |                                      | 167                                  | 3%                                   |
| Ашкалије                             | Ашкалије                             |                                      | 13                                   | 0,2%                                 |
| Укупно: 5.542                        |                                      |                                      |                                      |                                      |

Број становника на пописима:
|             | \| Демографија[5] \| Демографија[5] \| Демографија[5] \| \| Година \| Становника \| Становника \| \| -------------- \| -------------- \| -------------- \| \| 1948. \| 630 \| \| \| 1953. \| 699 \| \| \| 1961. \| 1.092 \| \| \| 1971. \| 1.929 \| \| \| 1981. \| 4.512 \| \| \| 1991. \| 8.050 \| \| |            |
| Демографија | |            |
| Година      | Становника | Становника |
| 1948.       | 630 |            |
| 1953.       | 699 |            |
| 1961.       | 1.092 |            |
| 1971.       | 1.929 |            |
| 1981.       | 4.512 |            |
| 1991.       | 8.050 |            |